# Petrove
Petrove (Oekraïens: Петрове) is een dorp in het oblast Kirovohrad (Oekraïne) met 6.914 inwoners.

## Geografie
Petrove is gesitueerd aan de oevers van de rivier Inhoelets. Het dorp ligt in het uiterste oosten van het oblast Kirovohrad en was de hoofdplaats van het rajon Petrove. In 2020 ging dit rajon op in het rajon Oleksandrija.
Het dorp ligt aan de grens met oblast Dnjepropetrovsk. De dichtstbijzijnde stad is Zjovti Vody op 17 kilometer in het oblast Dnjepropetrovsk. Petrove ligt tussen grote steden als Kropyvnytsky (80 km), Oleksandrija (40 km), Kryvy Rih (50 km) en Dnipro (130 km).

## Sport
FK Inhoelets Petrove is de voetbalclub uit het dorp en speelt in het Inhoeletsstadion. De club promoveerde in 2020 naar de hoogste Oekraïense voetbaldivisie.